# Evil Genius 2: World Domination
Evil Genius 2: World Domination — компьютерная игра в жанре стратегия в реальном времени, разработчик и издатель студия Rebellion Developments. Компьютерная игра вышла для платформы Microsoft Windows 30 марта 2021 года, для платформ PlayStation 5, PlayStation 4, Xbox Series X/S, Xbox One вышла 30 ноября 2021 года. События игры происходят в вымышленной вселенной которая была в игре Evil Genius. Сама игра является продолжением игры Evil Genius.

## Об игре
В игре игрок будет управлять Логовом Злого Гения, которого игрок выбрал в начале. Сам игрок может управлять Злым гением и помощниками которых игрок может получить за выполнения миссий. Остальными прислужниками которые есть в логове Злого гения, игрок управлять на прямую не может. Игрок может отдавать приказы создавать комнаты в логове или атаковать, ослаблять вражеских агентов которые приникают в логово. Но прислужники сами будет выбирать что и в каком порядке они будут делать. Когда игрок строит две или 3 комнаты то прислужники сами выбирают, какую в первую очередь комнату строить. И в какую комнату нужно нести предметы что бы она работала. В игре есть 4 категории прислужников, рабочие которые строят или уничтожают комнаты в логове и приносят предметы в комнаты, благодаря которым комната сможет работать. Следующие прислужники это техники и ученые, техники ремонтируют оборудование которое ломается в всех комнатах, которые есть в логове. Ученые проводят исследования которые могут сильно помочь Злому гению (игроку). Сами исследования делятся на 4 категории: исследования которые помогают проводить преступления на мировой карте. Исследования которые помогают увеличить количество территории ( в вулкане в котором находиться логово Злого Гения) в которых Злой гений может построить комнаты. И провести исследования которые помогут увеличить характеристики прислужников и исследования которые помогут создавать новые предметы, которые можно будет использовать в комнатах. 3 категория исследования помогает улучшить и вооружить прислужников боевой специальности. Так же исследования помогают повысить здоровье боевых прислужников и Злого гения и его помощников. 4 исследования поможет игроку открытием новых ловушек, которые можно строить в коридорах логова и эти ловушки помогут уничтожать или ослабить агентов которые проникаю в логово. Когда игрок проводит исследования важным событием являться то, что игроку нужна комната лаборатория.
И исследовательское оборудование, так для некоторых исследований нужно специфическое оборудование и особые прислужники ученые. 3 категория прислужников это социальные прислужники такие как: лакей, пропагандист, светский лев, контрразведчик. Все эти прислужники могут отвлекать туристов если в туристической локации построенные необходимые предметы. Так же эти прислужники могут ослабевать агентов которые проникли на остров где находиться логово Злого гения. 4 категория прислужников это боевые прислужники: охранник, наемник, рукопашный боец, киллер. У всех этих прислужников больше здоровья чем у других прислужников и урон который они наносят тоже выше. Чем у других прислужников. Если игрок проведет исследования которые помогут улучшить оружие боевых прислужников, то эти прислужники будут хорошо вооруженны как для ближнего боя так и для дальнего. Сами прислужники (кроме рабочих прислужников) не работают на Злого гения бесплатно, а требует за это деньги. Чем выше уровень и профессионализм прислужника, чем больше он требует зарплату. По этому игрок не может нанять много самых элитных прислужников, так и за финансовой составляющей это не возможно. Тренировка прислужников отличается от тренировке которая была в игре Evil Genius. Как и в первой части что бы получить новых прислужников (ученых, социальных, боевых) игроку нужно похитить специалиста на мировой карте. Так же само допросить специалиста в тюрьме, а после этого если в Evil Genius нужные был специалист к примеру охранник, который обучил бы рабочего специальности охранник. То теперь прислужнику надо только допросить специалиста, а после этого появляется тренажер в комнате учебный класс.
И прислужник сам тренируется по своей специальности. Другие прислужники с такой же специальности могут помочь в тренировке прислужника, это увеличить скорость тренировки. Всем прислужникам в игре нужен сон и нужна еда, по этому игроку нужно построить комнаты казарма и столовая. В казарме прислужники отдыхают на кроватях а в столовых они едят. Важной часть игры является борьба с агентами которые проникают в логово. По этому игроку нужно ставить ловушки и камеры охраны, в комнате оружейная (когда игрок ее построит) храниться не только оружие для прислужников. Но и пульты охраны через которых прислужники смотрят на видео камеры и поднимают тревогу если увидят, через камеру агента который отмечен на убийство или оглушения агента и помещение его в тюрьму. Так же в оружейной можно поставить стол охраны где боевые прислужники будут сидеть за столом и в случае тревоги бегут в место, где через камеру был замечен отмеченный враг. Для того что бы игроку увеличить количество рабочих прислужников, игроку нужно строить в казарме предметы шкафчики. Так же игрок может провести исследование которые увеличит количество прислужников рабочих.
Важным механизмом в игре является мировая карта в которую игрок может заходить, на карте расположен весь мир. Игрок как Злой гений может отправлять своих прислужников в разные страны, что бы заниматься злыми поступками игроку нужно отправить в регион рабочих которые установят шпионскую агентуру. Дальше с помощью агентуры можно воровать в этом регионе деньги. Чем больше рабочих или боевых прислужников будет в этом регионе, чем больше прислужники могут украсть денег. Кроме воровства можно выполнять разные задания на мировой карте. Задания могут перевести игроку деньги или некоторых прислужников. Так же на мировой карте можно выполнять задания ужасные поступки или собирать информацию. Иногда для прохождения сюжетных миссий в разных регионах нужно построить много агентурных сетей и выполнить много миссий по сборке информации. Иногда на мировой карте нужно будет похищать разных специалистов, что бы игрок смог обучать новых прислужников. Важным моментом является что бы проводить операции в регионах игроку нужны не только агентурные сети и прислужники на мировой карте. Но и построенная в логове комната центр управления, где должно быть много оборудования для собирания нужной информации об регионах. И должны быть необходимая количество рабочих прислужников, которые работают с этим оборудованием.

## Сюжет
В игре есть сюжет который основан на диалогах Злого гения с разными персонажами. Но главное внимание в игре сфокусировано на прохождениях миссий. Не важно как злого Гения выберет игрок: Максимилиана, Красного Ивана, Залику, Эмму. У всех этих Злых гениев только один план, захватить мир с помощью машины Апокалипсис у которой названия мрак. Когда игрок будет выполнять миссии, все они в конечно счете приведут к тому что Злой гений которого выбрал игрок, захватит весь мир.

## Комнаты логова
В Логове Злого гения которым управляет игрок. Нужно построить комнаты, каждая комната помогает прислужникам и Злом гению по своему.
- Электростанция — комната в которой можно строить электростанции что бы, был свет в логове, работали двери и большое количество предметов которые есть в логове. То же будет работать, только если в логове будет большое количество электростанций. По мере прохождения миссий игрок в будущем сможет провести исследования, изучить новые электростанции, которые можно будет построить.
- Казармы — комната где прислужники могут спать. А что бы увеличить количество рабочих прислужников нужно строить шкафчики. Когда игрок сможет провести исследования то ему откроются лучше кровати для прислужников и более компактные кровати.
- Столовая — комната где прислужники едят. Когда игрок сможет провести исследования, то ему станут доступным столовое оборудование, которое улучшит комфорт прислужников.
- Комната отдыха — здесь прислужники повышают свою преданность, если она понизилась. Когда игрок сможет провести исследования то ему станут доступным новые предметы в этой комнате. Которые помогут быстрее восстанавливать прислужникам преданность.
- Архив — комната здесь прислужники повышают свою смекалку, если она понизилась. Когда игрок сможет провести исследования то ему станут доступным новые предметы в этой комнате. Которые помогут быстрее восстанавливать прислужникам смекалку.
- Сокровищница — комната где хранятся деньги которые украли прислужники.
- Центр управления — комната где прислужники (только рабочие) работают с оборудованием которое помогает получать информацию от агентурных сетей и от прислужников которые на мировой карте. Когда игрок сможет провести исследования то ему станут доступным новые предметы в этой комнате.
- Учебный класс — комната где прислужники (рабочие) тренируется что бы стать учеными, социальными, боевыми прислужниками. По мере прохождения миссий все 3 категории прислужников могут повысить свой профессионализм и стать еще более элитными специалистами, чем они были раньше.
- Лаборатория — комната где ученые разной направленности проводят исследования. Что бы провести исследования нужные разные прислужники ученые, разное оборудование для исследования. Так же для исследований необходимые деньги, чем больше игрок провел исследованией, тем дороже будут стоить следующее исследования.
- Оружейная — комната где боевые прислужники могут наблюдать с помощью видеокамер и пультов охраны за агентами которые проникли в логово. Если на видеокамере боевой прислужник увидеть агента который отмечен для убийства или поимке живым. То сразу поднимет тревогу. Так же в этой комнате (игрок может построить, после проведения исследованией) оружие для дальнего и ближнего боя. Эти оружием смогут вооружиться боевые прислужники. Игрок может построить стол охраны, за которым будут сидеть боевые прислужники. И в случаи тревоги нападать на нарушителей.
- Тюрьма — комната где в камерах находиться агенты пойманные в логове или на мировой карте.
- Личный кабинет — комната Злого гения где по мере прохождения игры, Злой гений за столом будет проводить переговоры с  людьми разных специальностей. В этой комнате можно построить стул внушения, этот предмет восстанавливает все характеристики Злого гения, если на него напали агенты или суперагенты.

## Прислужники
В игре есть 4 категории прислужников.
- Рабочие — первые прислужники которыми руководит игрок. Могут бесплатно появляется бесплатно в период определенного времени. Игрок может их покупать за деньги (если не хочет ждать пока, они появятся бесплатно). Рабочие умеют строить комнаты или уничтожать комнаты. Так же рабочие приносят предметы в построенные комнаты, что бы комната могла работать. При необходимости могут сражаться с вражескими агентами. Это единственные прислужники которые не требуют зарплату.
- Ученые и техники — прислужники техники ремонтируют оборудованием, которое находиться в комнатах в логове. Ученых прислужники бывают разных специализаций. Так же некоторые ученые могут работать с одним оборудованием а другие только с другим. Эти прислужники не способны сражаться с вражескими агентами.
- Социальные — могут работать с предметами в туристической зоне и отвлекать туристов. Так же эти прислужники могут ослабить вражеских агентов. Эти прислужники не способны сражаться с вражескими агентами.
- Боевые — эти прислужники имеют много здоровья и наносят большой урон вражеским агентам. Если игрок проведет необходимые исследования то здоровье прислужников еще больше увеличиться. А если провести еще некоторые исследования то прислужники смогут вооружиться, эффективным оружием как для ближнего боя так и дальнего боя.

## Разработка
Разработчики (студия Elixir Studios) которая создавали игру Evil Genius после успеха игры (ее популярности и успеха по продажам). Начали создавать вторую части игры Evil Genius 2. В 2005 году студия Elixir Studios прекратила свое существование и закрылась. По этой причине выход игры был отменен. После этого компания Rebellion приобрела приобрела права на интеллектуальную собственность игр Elixir Studios. Но после этого второй части игры Evil Genius так не вышло. И так было несколько лет. Исключением переизданий на цифровых платформах. В 2010 году студия Rebellion выпустила игру Evil Genius: WMD для социальной сети Facebook. Каждый акаунт в этой игре был привязан к IP адресу для того что бы игроки не смогли нарушать правила игры. После этого студия Rebellion выпустила игру Evil Genius Online: The World Domination Simulation в 2013 году. Эта игра была похожа на игру Evil Genius. В этой игре нужно было строить логово, нанимать приспешников, выполнять задание за определено установленое время. В игре есть возможности покупать за реальные деньги, игровые деньги. А за игровые деньги можно быстро проходить миссии или быстро строить комнаты в логове. В 2014 году в интернет сети появились слухи, о том что возможно скоро выйдет игра Evil Genius 2. Один из сотрудников студии Rebellion, в блоге сайта Rebellion рассказал что сейчас студия работает не над, новыми дополнениями для Evil Genius Online. А сейчас студия занимается игрой, которая будет продолжением игры Evil Genius. В Twitter сотрудник сказал следующее:

Мы всегда хотели сделать полноценное продолжение игры Evil Genius. Мы обращались к многим издателям с идей создать Evil Genius 2, но так и не нашли инвестора который бы, про финансировали эту игру. Но мы все же нашли способ получить деньги, с которыми мы сможем создать игру. Мы собираемся сделать игру. И это будет скоро.

В июле 2017 года студия Rebellion объявила что сейчас она занимается созданием Evil Genius 2. Само создание игры началось в втором квартале 2017 года. Разработчики сообщили что игра будет создаваться, на игровом движке названия которого Asura. В 2019 году на E3 разработчики показали первый трейлер игры. В трейлере было показано название игры Evil Genius 2: World Domination. Разработчики сообщили что игра выйдет в Steam в 2020 году. Разработчики не смогли выпустить игру в 2020 году. По причине пандемии COVID-19 и за COVID-19 создание игры замедлилось. Разработчики объявили новую дату выхода игры 2021 год. Игра вышла 30 марта 2021 года на платформе Windows. Разработчики сообщили об планах портировать игру на консоли 8 и 9 поколения. В августе 2021 года было объявлено, что игра будет выпущена на платформах PlayStation 4, PlayStation 5, Xbox One и Xbox Series X/S в 30 ноябре 2021 году. В эту дату игра вышла, на этих платформах.

## Критика
| Сводный рейтинг    | Сводный рейтинг |
| Агрегатор          | Оценка          |
| ------------------ | --------------- |
| Metacritic         | 75/100          |
| Иноязычные издания |                 |
| Издание            | Оценка          |
| CGM                | 7.5/10          |
| Destructoid        | 8.5/10          |
| Edge               | 6/10            |
| Game Informer      | 7/10            |
| GameSpot           | 7/10            |
| IGN                | 6/10            |
| Jeuxvideo.com      | 15/20           |
| PC Gamer (US)      | 75/100          |

Evil Genius 2 получил «в целом положительные отзывы» на агрегаторе обзоров Metacritic.

### Awards and accolades
Игра была номинирована на The Game Awards 2021 в категорию «Лучший симулятор/стратегия».